# Ponte di Xinguang
Il ponte di Xinguang è un ponte ad arco situato a Guangzhou, nel Guangdong, in Cina.
Inaugurato nel 2008, è costato 400 milioni di Yuan (40 milioni di dollari). Lungo 782 m e con l'arco più lungo che misura 428 m, è il 16º ponte ad arco per lunghezza della campata principale al mondo.